# 圣高隆巴堂 (鼓崖)
圣高隆巴堂（St Columba's Church）是一座爱尔兰教会的堂区教堂，位于爱尔兰共和国斯莱戈郡鼓崖村。这是一座精美的哥特复兴式建筑，建于1809年。1948年，诗人威廉·巴特勒·叶芝从法国迁葬于这座教堂。。